# Махалин, Владимир Николаевич
Влади́мир Никола́евич Маха́лин (1921—1983) — лётчик-испытатель, Герой Советского Союза (1957).

## Биография
Владимир Махалин родился 9 января 1921 года в селе Дядьково Дмитровского района Московской области. Окончил два курса гидрометтехникума, занимался в аэроклубе. В марте 1940 года Махалин был призван на службу в Рабоче-крестьянскую Красную Армию. В том же году он окончил Качинскую военную авиационную школу лётчиков и затем оставлен в неё на лётно-инструкторской работе. Участвовал в боях Великой Отечественной войны: будучи на фронте всего два месяца на боевой стажировке осенью 1943 года, провёл на истребителе «Як-9» 26 воздушных боёв и сбил лично 2 немецких самолёта. В 1948 году окончил Высшие офицерские лётно-тактические курсы.
В 1950 году Махалин перешёл на лётно-испытательную работу в ГК НИИ ВВС. Участвовал в испытаниях самолёта «МиГ-19». Командировался на фронт Корейской войны, где сбил 1 американский самолёт.
С января 1956 года Махалин был лётчиком-испытателем в ОКБ Сухого. Участвовал в испытаниях самолётов «Т-3» (впервые поднял его в небо в мае 1956 года), «Су-7», «Су-1». 9 июня 1956 года Махалин первым в СССР на самолёте «С-1» преодолел скоростной барьер в 2000 километров в час. В конце 1956 года из-за тяжёлой болезни — лейкемии — был вынужден уйти с лётной работы. В июле 1957 года в звании подполковника Махалин вышел в отставку.
Указом Президиума Верховного Совета СССР от 16 сентября 1957 года за «мужество и героизм, проявленные при испытании новой авиационной техники» Владимир Махалин был удостоен высокого звания Героя Советского Союза с вручением ордена Ленина и медали «Золотая Звезда» за номером 11110.
Продолжал работать в ОКБ Сухого. Проживал сначала в Жуковском, затем в Москве. Скончался 30 октября 1983 года, похоронен в селе Очево Дмитровского района Московской области.
Был награждён двумя орденами Ленина, орденами Красного Знамени и Красной Звезды, рядом медалей.
В честь него получил название микрорайон Махалина в городе Дмитров.